# IC 3887
IC 3887 је појединачна звијезда у сазвјежђу Ловачки пси која се налази на листи објеката дубоког неба у Индекс каталогу.
Деклинација објекта је + 40° 18' 18" а ректасцензија 12h 54m 43,8s.